# 和田清美
和田 清美（わだ きよみ、1942年12月1日-  ）は、日本の経営者。アシックス社長、会長を務めた。兵庫県神戸市出身。

## 来歴・人物
1961年に神戸市立神戸商業高等学校を卒業し、同年にオニツカ(のちのアシックス)に入社した。1993年4月に取締役に就任し、2001年4月に社長に就任。2008年4月には会長に就任。2013年6月に相談役に就任。